# Bezirk Val-de-Ruz
Der District du Val-de-Ruz war bis am 31. Dezember 2017 ein Bezirk des Kantons Neuenburg in der Schweiz. Er umfasste die Region des Val de Ruz und die umliegenden Jurahöhen.
Zum Bezirk gehörten folgende Gemeinden (Stand: 1. Januar 2016):
| Wappen     | Name der Gemeinde | Einwohner (31. Dezember 2017) | Fläche in km² | Einw. pro km² |
| ---------- | ----------------- | ----------------------------- | ------------- | ------------- |
| Val-de-Ruz | Val-de-Ruz        | 16'907                        | 124,31        | 136           |
| Valangin   | Valangin          | 504                           | 3,76          | 134           |
| Total (2)  | Total (2)         | 17'411                        | 128,07        | 136           |

## Veränderungen im Gemeindebestand
Das Stimmvolk hat am 27. November 2011 einer Fusion von 15 Gemeinden der 16 Gemeinden des Bezirkes per 1. Januar 2013 zugestimmt. Die neue Gemeinde trägt den Namen Val-de-Ruz und zählt rund 16'000 Einwohner. Der Bezirk bestand seither nur noch aus zwei Gemeinden bestehen, Val-de-Ruz und Valangin.

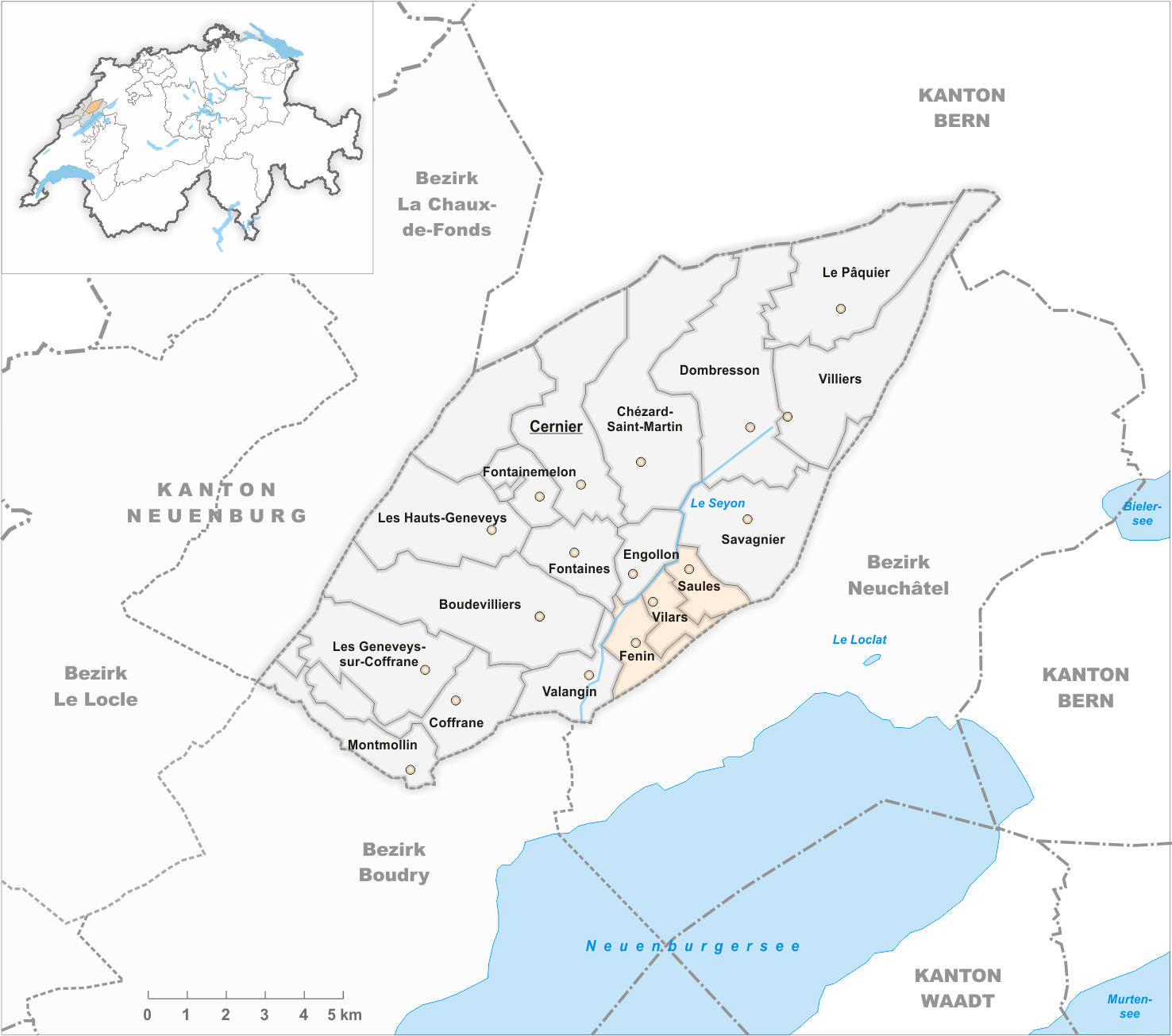
Gemeinden bis 1874
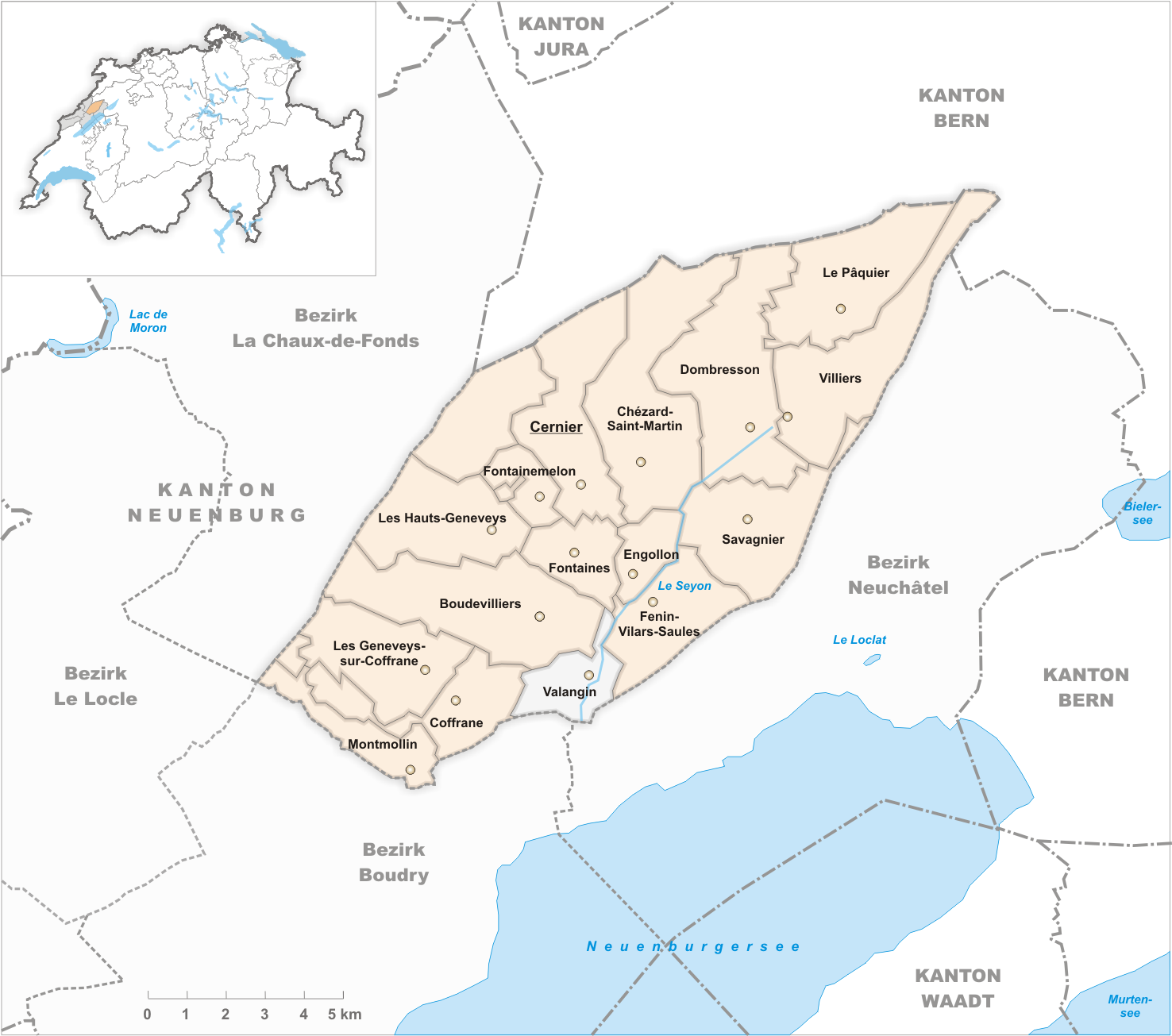
Gemeinden bis 2012

- 1875: Fusion Fenin, Saules und Vilars  →  Fenin-Vilars-Saules
- 2013: Fusion Boudevilliers, Cernier, Chézard-Saint-Martin, Coffrane, Dombresson, Engollon, Fenin-Vilars-Saules, Fontainemelon, Fontaines, Le Pâquier, Les Geneveys-sur-Coffrane, Les Hauts-Geneveys, Montmollin, Savagnier und Villiers → Val-de-Ruz